# Pyalong
Pyalong – miasto w Australii, w stanie Wiktoria.